# Khướu mặt đỏ
Liocichla phoenicea là một loài chim trong họ Leiothrichidae.